# 표트르 1세의 정부 개혁

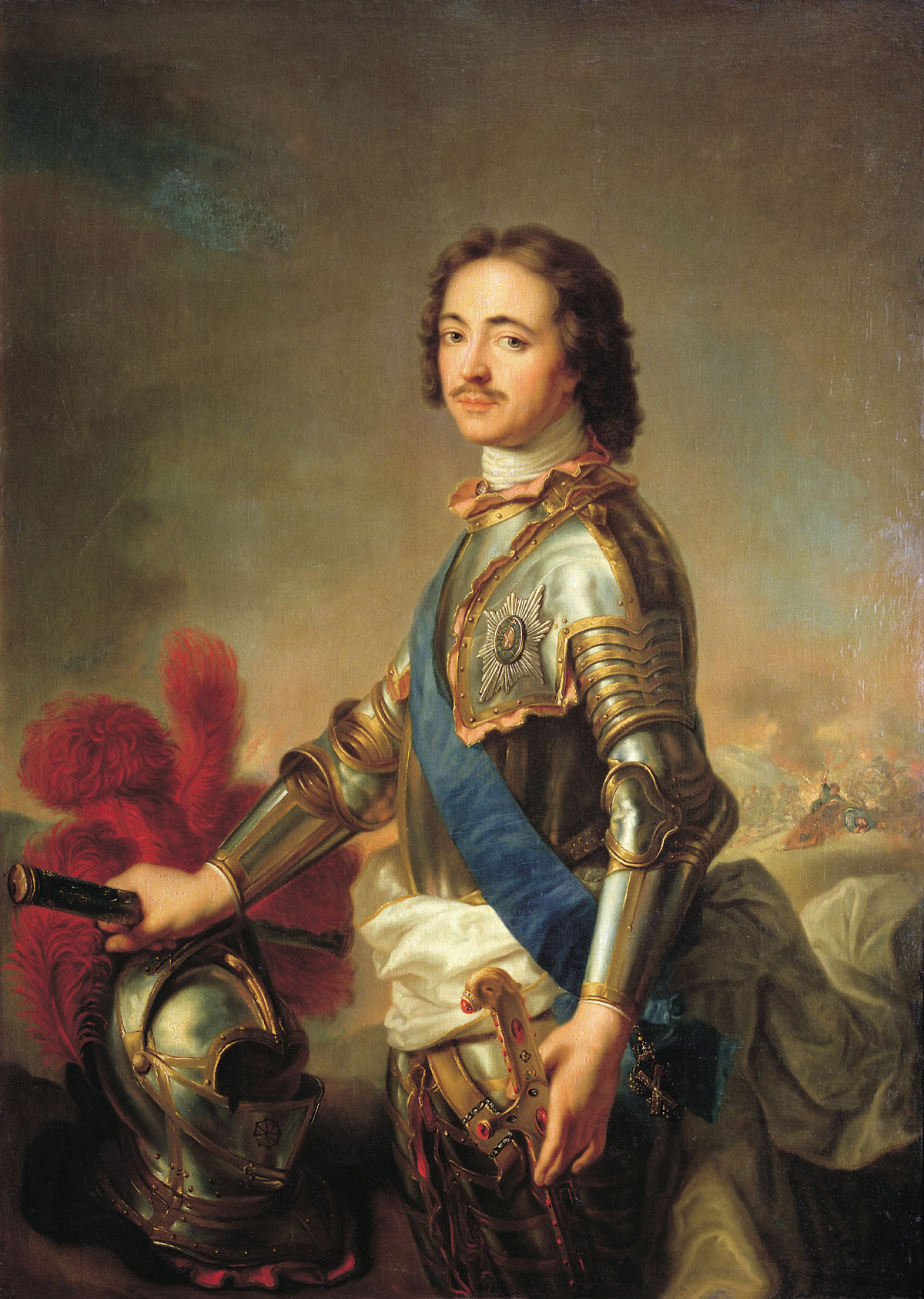
표트르 대제

표트르 1세의 정부 개혁은 서유럽 모델에 기반하여 러시아 차르국(이후 러시아 제국)을 현대화하는 것을 목표로 했다.
표트르는 1682년 10세의 나이로 즉위했으며, 그의 이복형인 이반 5세와 공동 통치했다. 1696년 이반이 사망한 후 표트르는 일련의 대대적인 개혁을 시작했다. 처음에는 이 개혁들이 1700~1721년의 대북방 전쟁을 지원하기 위한 것이었지만, 이후 더 체계적인 개혁들은 국가의 내부 구조와 행정을 크게 변화시켰다.

## 배경
표트르의 통치 기간 대부분을 지배했던 대북방 전쟁(1700–1721) 동안 러시아는 여러 동맹국과 함께 스웨덴으로부터 발트해의 통제권을 장악하고 중앙 및 동유럽에서 상당한 영향력을 얻었다. 당시 역사상 가장 비용이 많이 드는 전쟁 중 하나였던 이 전쟁은 상당한 재정 및 경제 자원을 소모했으며, 표트르가 이전 통치자들로부터 물려받은 행정 시스템은 자원을 모으고 관리하는 데 어려움을 겪었다. 그의 대사절(러시아어: Великое посольство, Velikoye posol′stvo) 동안 표트르는 스웨덴과 오스만 제국에 대항하는 자신의 입지를 강화하기 위해 여러 유럽 강대국들과 협상을 벌였으며, 더 발전된 서유럽 국가들을 접하면서 러시아를 산업 경제로 변화시키기 위한 조치를 취하게 되었다. 러시아의 방대한 규모와 상당한 천연 자원에도 불구하고 부패와 비효율성을 포함한 여러 요인들이 경제 성장을 방해했다. 표트르는 목표 지향적인 개혁이 자신의 권력 장악을 강화할 뿐만 아니라 정부의 효율성을 높여 백성들의 삶을 개선할 수 있다고 믿었다.
표트르 개혁의 또 다른 주요 목표는 슬라브족의 우월성을 강조하고 유럽의 영향력을 반대했던 러시아의 엘리트 귀족인 보야르의 영향력을 줄이는 것이었다. 이반 4세의 통치 이래로 그들의 영향력은 감소했지만, 차르의 자문위원회인 보야르 두마는 여전히 상당한 정치적 권력을 행사했다. 표트르는 그들을 유럽화와 개혁을 가로막는 후진적인 존재로 보았다. 그는 특히 수염에 대한 세금을 포함한 수많은 세금과 의무 봉사를 통해 보야르를 겨냥했다.
당시 러시아의 대부분의 법률 시스템과 마찬가지로 표트르의 개혁은 주로 1700년에서 1721년 사이에 발표된 일련의 왕실 칙령(러시아어: указ, ukaz, 문자 그대로 "부과")으로 성문화되고 명확히 표현되었다.

## 행정 개혁
표트르의 통치 이전에 러시아의 행정 시스템은 많은 서유럽 국가들과 비교할 때 상대적으로 구식이었다. 국가는 도시와 그 주변 지역으로 주로 구성된 우예즈드로 나뉘어 있었는데, 이 시스템은 인구를 불균등하게 나누었고 관리하기가 극도로 번거로웠다. 1708년 표트르는 이러한 오래된 국가 세분화를 폐지하고 그 자리에 8개의 주(구베르니야)를 설립했다: 모스크바현, 잉게르만란트, 키예프현, 스몰렌스크현, 아르한겔고로드현, 카잔현, 아조프현, 그리고 시베리아현. 1713년의 또 다른 칙령은 각 주에 8명에서 12명의 전문 공무원으로 구성된 란트라트(독일어로 "국가 의회"를 뜻하는 단어에서 유래)를 설립했으며, 이들은 왕이 임명한 주지사를 보좌했다.

## 러시아 관등제

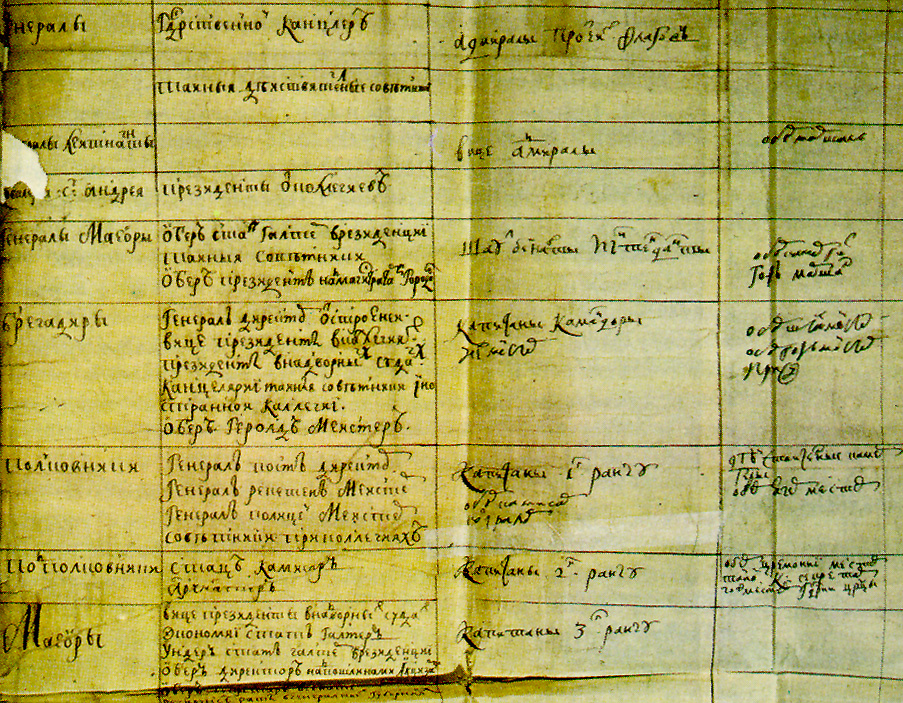
러시아 관등제

엘리트주의적이고 반개혁적인 보야르에 대한 표트르의 불신은 1722년 러시아 관등제(러시아어: Табель о рангах; Tabel' o rangakh)의 제정으로 절정에 달했는데, 이는 러시아 군대, 정부 및 왕실 궁정의 공식적인 직급 목록이었다. 관등제는 복잡한 직함과 명예 호칭 시스템을 확립했으며, 각각 특정 수준의 봉사 또는 차르에 대한 충성도를 나타내는 숫자(I에서 XIV)로 분류되었다. 관등제의 기원은 러시아의 군사 계급 시스템에 있었는데, 이 역시 표트르의 통치 아래 크게 수정되고 개정되었다.
관등제 설립은 표트르의 개혁 중 가장 대담한 것 중 하나로, 러시아 사회를 크게 변화시킨 보야르의 권력에 직접적인 타격이었다. 이전에는 고위 국가 직위가 세습되었지만, 관등제가 확립되면서 평민을 포함한 누구든지 충분한 노력과 기술만 있다면 관료 계층에서 승진할 수 있게 되었다. 새로운 기술 관료 세대가 곧 구 보야르 계급을 대체하고 러시아의 공무원직을 장악했다. 최소한의 수정만 거친 관등제는 1917년 러시아 혁명까지 효력을 유지했다.

## 재정 및 무역
대북방 전쟁은 전례 없는 경제 자원을 필요로 했고, 러시아의 심각한 재정 적자와 노후화된 인프라는 국가가 전시 재정 자원을 효과적으로 할당할 수 없음을 의미했다. 표트르의 정부는 끊임없이 돈이 절실히 필요했으며, 처음에는 소금, 보드카, 오크, 타르와 같은 특정 전략 산업을 독점함으로써 대응했다. 표트르는 또한 목욕, 낚시, 양봉, 수염 착용과 같은 많은 러시아 문화적 관습에 세금을 부과하고 종이 제품에 세금 인지를 발행했다. 그러나 새로운 세금마다 새로운 허점과 회피 방법이 생겨났고, 따라서 세금 개혁만으로는 충분하지 않다는 것이 분명해졌다.
해결책은 경작지에 대한 가구세를 대체하는 새로운 광범위한 인두세였다. 이전에는 농민들이 여러 가구를 하나의 영지로 합쳐 세금을 회피했었다. 그러나 이제는 각 농민에게 현금으로 70코페이카의 세금이 개별적으로 부과되었다. 이것은 대체된 세금보다 훨씬 무거웠고, 러시아 국가가 1680년에서 1724년 사이에 국고를 거의 6배나 확장할 수 있게 해주었다. 표트르는 또한 원시적 보호무역 정책을 추구하여 수입품과 무역에 높은 관세를 부과하여 러시아산 상품에 유리한 환경을 유지했다.

### 화폐 개혁
표트르는 또한 화폐 개혁을 단행하여 러시아에 구리 주화를 도입하고 루블 은화의 은 함량을 40 그램 (1.3 ozt)에서 28 그램 (0.90 ozt)로 줄였다. 이렇게 가치가 하락한 루블은 당시 다른 유럽 국가에서 사용되던 현대적인 탈러와 동등했다. 모스크바 조폐국 5곳 중 4곳은 프리카즈 볼쇼이 카즈니의 통제 하에, 1곳은 보인스키 모르스코이 프리카즈의 통제 하에 1700년대 첫 10년간 새로운 주화를 생산했다. 1704년까지 완전히 시행된 개혁된 시스템은 전통적인 러시아 회계 가치를 실제 주화로 표현했다: 폴루슈카(1/4 코페이카), 덴가(1/2 코페이카), 알틴(3 코페이카), 그리브나(10 코페이카), 폴티나(50 코페이카), 그리고 루블(100 코페이카). 루블의 재평가로 러시아는 다른 나라들과 거래할 때 통화 가치가 절반으로 줄어들었다. 예를 들어, 1707년에 영국 특사 찰스 휘트워스는 110코페이카가 1 영국 크라운(또는 5 실링)과 동등하다고 언급했는데, 이전에는 1루블이 10실링의 가치가 있었다.

## 계급 구조
표트르의 통치는 지주들의 의지에 대한 농노의 예속을 심화시켰다. 그는 "지주가 봉사에 묶여야 하듯이, 도시민은 자신의 직업이나 수공업에, 농민은 땅에 묶여야 한다"고 믿으며 계급 분화를 확고히 시행했다. 표트르는 영지 소유자에게 농노가 서면 허가 없이 주인의 영지를 떠나지 못하게 하는 요구 사항을 포함하여 광범위한 새로운 권리를 부여했다. 더욱이 표트르의 새로운 세법은 과세 대상 노동자의 수를 크게 늘려 노동 계층에 훨씬 더 무거운 부담을 지웠다.
표트르의 약간 더 진보적인 몇몇 개혁들은 계몽시대의 이상을 모방했다. 예를 들어, 그는 일반 농노보다 더 넓은 권리를 가졌지만 국가에 세금을 납부하는 국유 농민이라는 새로운 계층의 농노를 만들었다. 그는 또한 군대에 제품을 공급하기 위해 네덜란드에서 관찰한 유사한 상점에서 영감을 받아 대도시에 국가 공인 수공업 상점을 만들었다. 심지어 표트르의 고문들이 농노제 폐지와 "제한된 자유" 형태의 도입(2세기 후에나 실현된 현실)을 권고했다는 증거도 있다. 그럼에도 불구하고 표트르 통치 아래 노예와 농노의 격차는 크게 줄어들었으며, 그의 통치 말기에는 둘은 기본적으로 구별할 수 없게 되었다.

## 원로원
1711년 2월 22일, 새로운 국가 기관인 통치 원로원(러시아어: Правительствующий сенат)이 우카스에 의해 설립되었다. 모든 구성원은 표트르 1세가 자신의 측근들 중에서 임명했으며, 원래 10명으로 구성되었다. 원로원 의원들의 모든 임명과 사임은 황제의 개인 칙령에 의해 이루어졌다. 원로원은 활동을 중단하지 않고 영구적으로 운영되는 국가 기관이었다.
원로원의 초대 구성원은 다음과 같다:
- 이반 무신-푸시킨 백작
- 보야르 티혼 스트레시네프
- 표트르 골리친 공작
- 미하일 돌고루코프 공작
- 그리고리 플레미안니코프
- 그리고리 이바노비치 볼콘스키 공작
- 미하일 사마린
- 바실리 아푸흐틴
- 나자리 밀니츠키
- 오베르 서기 아니심 시추킨

## 컬리지움
1717년 12월 12일 표트르 1세는 낡은 프리카즈를 대체하는 9개의 컬리지움 또는 이사회를 설립했다. 각 컬리지움에는 총재와 부총재가 있었지만 일부 부총재는 임명되지 않았다.
원래 9개는 다음과 같다:
- 외무 컬리지움, 포솔스키 프리카즈를 대체했다.
  - 총재: 표도르 알렉세예비치 골로빈.
  - 부총재: 표트르 샤피로프 남작.
- 국가수입 컬리지움(카메르-콜레기아), 또는 세금 징수 또는 세입 컬리지움.
  - 총재: 드미트리 골리친 공작.
  - 부총재: 카를 니로트 남작.
- 법무 컬리지움, 또는 시민 컬리지움.
  - 총재: 안드레이 마트베예프.
  - 부총재: 헤르만 폰 브레베른.
- 회계 컬리지움(레비지온-콜레기아), 또는 감사 또는 회계 감사 컬리지움.
  - 총재: 바실리 돌고루코프 공작.
  - 부총재: 임명되지 않았다.
- 군사 컬리지움
  - 총재: 알렉산드르 멘시코프 공작.
  - 부총재: 아담 베이데.
- 해군 컬리지움(아미랄테이스키 콜레기움).
  - 총재: 표도르 아프락신 백작.
  - 부총재: 코르넬리우스 크루이스.
- 상업 컬리지움
  - 총재: 표트르 톨스토이 백작.
  - 부총재: 슈미트.
- 국가 지출 컬리지움(슈타츠-콘토르)
  - 총재: 이반 무신-푸시킨 백작.
  - 부총재: 임명되지 않았다.
- 광업 및 제조 컬리지움
  - 총재: 야코프 브루스.
  - 부총재: 임명되지 않았다.

## 표트르 개혁의 성공
표트르의 개혁은 그를 이전의 차르들과 구별되게 했다. 모스크바 러시아에서는 국가의 기능이 주로 군사 방어, 세금 징수, 계급 분화 강제에 국한되었다. 대조적으로, 표트르 통치 아래의 입법은 러시아 생활의 모든 측면을 철저하게 상세하게 다루었으며, 거의 모든 러시아 시민의 일상생활에 큰 영향을 미쳤다. 개혁의 성공은 대북방 전쟁에서 러시아의 성공에 크게 기여했다. 수입과 생산성 증가는 러시아 전쟁 기계의 힘을 증대시켰다. 그러나 더 중요하게는, 표트르는 러시아의 권위주의 통치를 더욱 정당화하고 강화한 "잘 정돈된 경찰 국가"를 만들었다. 이러한 지속적인 영향의 증거는 소련과 러시아 연방에 있는 많은 공공 기관들, 예를 들어 모스크바 국립 대학교와 같은 기관들이 그 기원을 표트르의 통치에서 찾을 수 있다는 것이다.

## 같이 보기
- 표트르 1세의 교회 개혁
- 러시아 관등제
- 컬리지움 (정부기관)
- 알렉산드르 1세의 정부 개혁